# Euselasia lysias
Euselasia lysias är en fjärilsart som beskrevs av Pieter Cramer 1777. Euselasia lysias ingår i släktet Euselasia och familjen Riodinidae. Inga underarter finns listade i Catalogue of Life.